# دبیرکل
در برخی از سازمان‌های بین‌المللی و نهادهای دیگر، عنوان دبیرکل برای اشاره به سِمت رئیس امور اداری∗ و/ یا اجرایی استفاده می‌شود.